# ネパール王国

ネパール王国
नेपाल अधिराज्य

国歌: Shreeman Gambhir (राष्ट्रिय गान्)
(英語: "May Glory Crown You, Courageous Sovereign")

ネパール王国（ネパール語: नेपाल अधिराज्य nepāla adhirājya、英語：Kingdom of Nepal）は、1768年12月21日から 2008年5月28日まで続いたネパールの王国。ネパールの王政時代全般を指す。前身はゴルカ王国。
1816年、イギリスにグルカ戦争で敗北し、その保護国となったが1923年に独立した。1846年には宰相のラナ家に実権を奪われるが、1951年に王政復古で実権を取り戻して立憲君主国となった。2008年、王政が廃止されネパール連邦民主共和国(2020年に「ネパール」に改名)となった。

## 歴史

### 前史
1484年にラーヤ・マッラのバクタプル・マッラ朝から、ラトナ・マッラのカトマンズ・マッラ朝が独立。1619年にシッディナラシンハ・マッラのパタン・マッラ朝が独立し、マッラ朝は三王国時代に入る。

### ゴルカ王国
16世紀、ヤショー・ブラフマ・シャハ（Yashobramha Shah）がカスキ王国（現カスキ郡）を征服した。
1559年、ヤショー・ブラフマの子、ドラヴィヤ・シャハ（Dravya Shah）がゴルカ王国を確立。当時、ネパールは多くの独立した小国に分かれており、ゴルカは二四諸国にも数えられないほどの小国であった。

### 統一絶対王政期（1768年 - 1951年）
1743年、プリトビ・ナラヤン・シャハがゴルカ王（第10代）を継承、ネパール統一に乗り出す。
1767年のキルティプルの戦い、1768年のカトマンズの戦いで、ネワール族のマッラ朝にゴルカ軍が勝利。同年9月、彼はネパール王に即位する。
プリトビ・ナラヤンが崩御するまで、チャウダンディー・セーナ王国やビジャイプル・セーナ王国を併合し、ブータン王国やシッキム王国と国境を接するまでその領土を拡大した。その後、プラタープ・シンハ、ラナ・バハドゥルが二二諸国、二四諸国を次々に併合した。
だが、18世紀末にチベットと貿易の諸問題で衝突したことから、チベットの宗主国である清の介入を招き、1788年から1792年にかけて清・ネパール戦争が勃発した。この戦争で首都カトマンズ近郊まで攻め入られ、その朝貢国となり、冊封体制に組み込まれた。以後、ネパールは5年に一度は朝貢使を北京に派遣せねばならず（五年一貢）、それは清が1912年に滅亡するまで続いた。
清軍との衝突後は再び国内における統一に力を注ぎ、1804年には二四諸国で最も強力であったパルパ・セーナ王国を計略で併合した。そののち、同年から遠征軍がアルモーラー地方を越えて、ガルワール、デヘラードゥーンなどを制圧し、1805年から1806年にかけてはサトレジ川を越えて西進した。
1814年、ギルバン・ユッダ・ビクラム・シャハの治世にネパールとイギリス東インド会社との間で勃発する（グルカ戦争）。この戦争に敗れたネパールは、1816年にスガウリ条約で国土の1/3を失った。とはいえ、イギリスの保護国となっただけであり、王政はそのまま存続した。
1846年、ラジェンドラ・ビクラム・シャハの治世、王国は宰相ジャンガ・バハドゥル・ラナのラナ家に実権を奪われ、名ばかりの王家となる。
1923年、イギリスと友好条約を締結し、ネパール王国は保護国ではなく独立国として認められた。

### 立憲王政期（1951年 - 2008年）
王家がその実権を取り戻したのは1951年のことである。亡命先から帰国したトリブバン国王は初めて立憲君主制を採用した。
1959年、マヘンドラ国王は憲法を公布してネパール初の総選挙を実施。選挙の結果ネパール会議派が大勝し、ビシュエシュワル・プラサード・コイララ内閣が誕生する。
しかし、改革を進めようとする内閣と、権力を維持したい国王は次第に対立を深め、1960年、マヘンドラは憲法を停止して内閣・議会を解散、コイララ首相ら政党指導者を逮捕した（国王のクーデター）。
1962年、マヘンドラ国王は政党の禁止などを定めた新憲法を公布。パンチャーヤト制と呼ばれる国王にきわめて有利な間接民主制が行われた。また、首相の任免は国王が行った。
1972年1月31日、マヘンドラ国王が崩御。同日、マヘンドラの長男ビレンドラが跡を継ぎ、国王に即位する。
1990年、民主化運動であるジャナ・アンドランの高まりに押されて、ビレンドラ国王は民主的憲法を制定し、直接選挙による国会、国会から選ばれる内閣を復活する。この事により、ビレンドラは開明的君主として、国民の厚い信頼を得た。
2001年6月1日、ネパール王族殺害事件が発生し、ビレンドラ国王はじめ多くの王家の構成員が死亡した。昏睡状態のディペンドラ王太子が数日間王位についたが崩御し、叔父のギャネンドラが即位した。
2005年2月、ギャネンドラ国王は権力を握るために議会を解散し、政府の実権を掌握する。彼の親政はロクタントラ・アンドランによって2006年4月に終わり、ネパールの君主制と、シャハ王家はネパール制憲議会に委ねられることが決まる。2007年12月24日、王制は制憲議会開会とともに廃止されると発表される。
2008年5月28日、制憲議会の第一回の会議で、「連邦共和制」が宣言され、王政は廃止された。ここにネパール王国は終焉を告げ、ネパール連邦民主共和国が誕生した。

## 歴代君主
1. プリトビ・ナラヤン・シャハ（1768年 - 1775年）1769年王国統一
2. プラタープ・シンハ・シャハ（1775年 - 1777年）
3. ラナ・バハドゥル・シャハ（1777年 - 1799年）
4. ギルバン・ユッダ・ビクラム・シャハ（1799年 - 1816年）
5. ラジェンドラ・ビクラム・シャハ（1816年 - 1847年） 1846年ラナ家が実権掌握
6. スレンドラ・ビクラム・シャハ（1847年 - 1881年）
7. プリトビ・ビール・ビクラム・シャハ（1881年 - 1911年）
8. トリブバン・ビール・ビクラム・シャハ（1911年 - 1950年、1951年 - 1955年） 1951年復位、王政復古
9. マヘンドラ・ビール・ビクラム・シャハ（1955年 - 1972年）
10. ビレンドラ・ビール・ビクラム・シャハ（1972年 - 2001年6月1日）
11. ディペンドラ・ビール・ビクラム・シャハ（2001年6月1日 - 6月4日）
12. ギャネンドラ・ビール・ビクラム・シャハ（1950年 - 1951年、2001年6月4日 - 2008年5月28日） 1951年即位取消、2008年王制廃止